# Чурапаново
Чурапа́ново (рос. Чурапаново, башк. Сурапан) — присілок у складі Балтачевського району Башкортостану, Росія. Входить до складу Сейтяковської сільської ради.
Населення — 44 особи (2010; 63 у 2002).
Національний склад:
- башкири — 98 %